# 扬·埃纳斯托
扬·埃纳斯托（1929年2月23日—），出生于塔尔图，爱沙尼亚天体物理学家，他致力于宇宙大尺度结构的研究。埃纳斯托是一个爱国主义者，他的名字是“Estonia”的异序词（由他的父亲在1930年代替换家族的德文名Eisenschmidt而取）。

## 生平
埃纳斯托出生于塔尔图。父亲是Elmar Einasto，母亲是Eva Ellinor Einasto。1955年，他在塔尔图大学获得了博士学位。1972年，他获得了高级研究博士学位。从1952年起，他在塔尔图天文台的宇宙学部门任职；1992年至1995年，他是塔尔图大学的宇宙学教授。他曾长期担任爱沙尼亚科学院天文学和物理学分部的领导。
1974年，埃纳斯托在与Kaasik和萨尔合作的开创性工作中指出，"有必要采用一种非传统的假设：星系成团是由隐藏的物质稳定下来的。"这是一篇重要的论文，它认为暗物质可以解释天文学中的观测异常。

## 奖项和荣誉
埃纳斯托是欧洲科学院（1991年），欧洲天文学会和皇家天文学会（1994年）的会士。他获得了3次爱沙尼亚国家科学奖。
发现于1994年的小行星11577埃纳斯托以他的名字命名。